# Viktor Rydberg-sällskapet
Viktor Rydberg-sällskapet är ett sällskap som verkar för att bevara minnet av, och sprida kunskap om, författaren Viktor Rydberg.

## Tillkomst
Hösten 1985 gick författaren  Halvdan Renling ut med ett upprop i sin tidskrift Metamorfos: han konstaterade att Viktor Rydberg, en författare som vid sin död 1895 var en av Sveriges mest uppburna kulturpersonligheter, och som är en viktig länk i den svenska litteraturhistorien, vid tiden för uppropet blivit praktiskt taket bortglömd.[källa behövs] Renling önskade därför grunda ett Rydbergssällskap.
Den första interimsstyrelsen till detta sällskap sammanträdde den 18 december 1985 (Rydbergs födelsedag) på Café Piastowska i Stockholm; i februari 1986 hölls sällskapets konstituerande sammanträde på Stockholms Stadsmuseum. Sällskapet har sedan dess haft regelbunden mötesverksamhet och ger ut tidskriften Veritas.

## Kulturhuset Lilla Hornsberg
1989 blev Renling orolig för ännu en sak: det gamla kulturhuset Lilla Hornsberg, som de senaste decennierna disponerats av Sveriges Författarförbund men som ägdes av Stockholms Stad, riskerade nu – när SFF flyttat till nya lokaler – att ställas till den kommersiella marknadens förfogande. På hans förslag tog Viktor Rydberg-sällskapet därför initiativet till bildandet av De litterära sällskapens samarbetsnämnd, DELS, som kom att samtidigt fylla två viktiga funktioner: att rädda Lilla Hornsberg, och att underlätta samarbetet mellan de litterära sällskapen i Sverige.

## Övrigt
2005 flyttade sällskapet från Stockholm till Jönköping.